# Birkagården

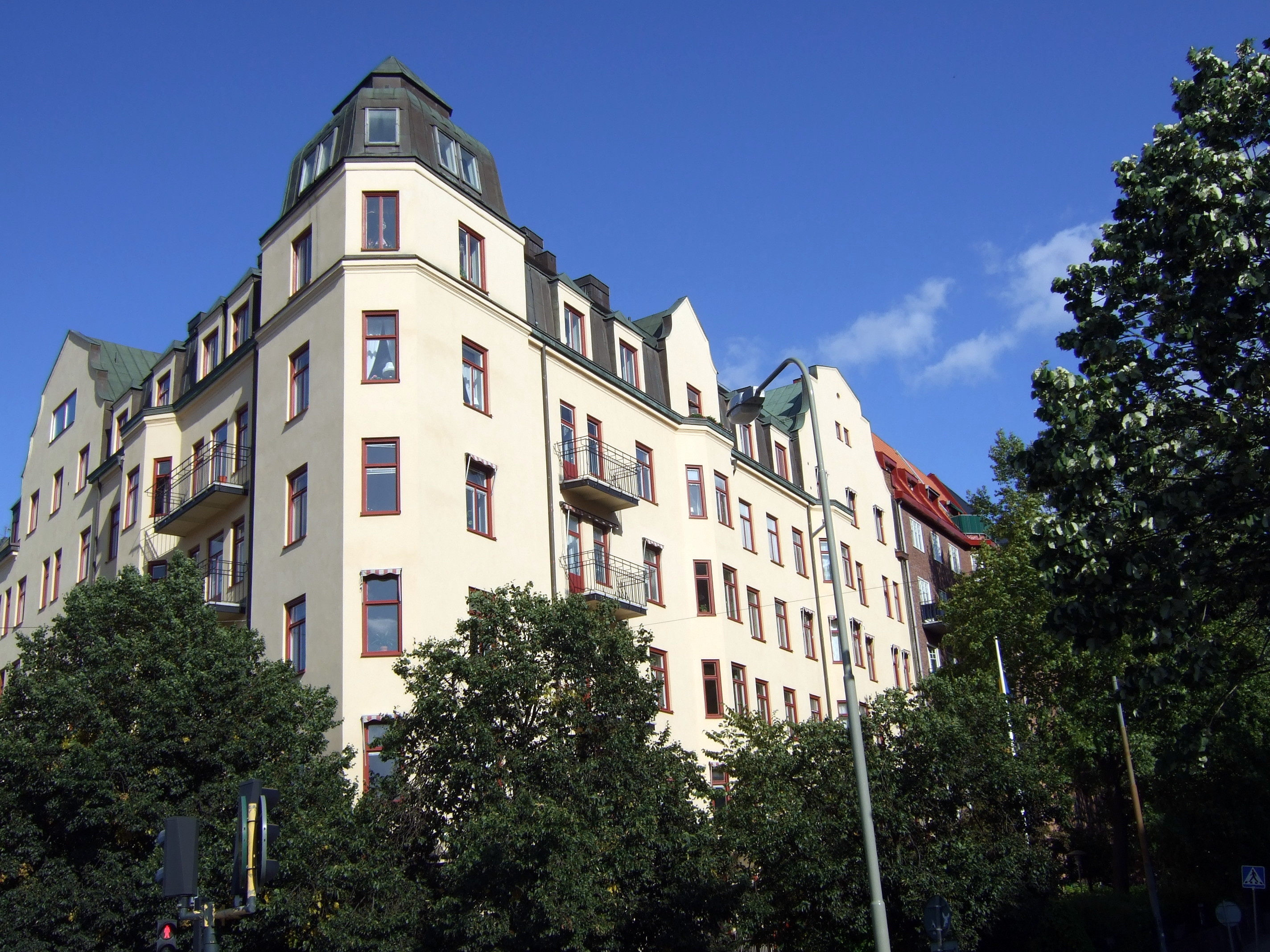
Birkagårdens nuvarande lokaler på Karlbergsvägen 86.

Birkagården är en så kallad hemgård i Birkastan, Stockholm, grundad 1912 på initiativ av Natanael Beskow och Ebba Pauli. Själva Birkagården låg från början på Rörstrandsgatan 46 men flyttade senare till Karlbergsvägen 86. Idag har Birkagården också verksamhet på andra platser i Birkastan. Birkagården var den första hemgården i Sverige. Hemgårdarna är föregångare till fritidsgårdar och ungdomsgårdar.
Birkagårdens förste föreståndare var Natanael Beskow och han efterträddes 1946 av Curt Norell. Birkagården hade från början en klar kristen grundsyn men med åren har verksamheten blivit alltmer sekulär.
Idag finns både förskola, fritidshem och ungdomscafé på Birkagården. I Birkagårdens verksamhet finns också  Birkagårdens folkhögskola, grundad 1916, och Ivarsudde kollo som är en barnkoloni på Väto i Roslagen grundad 1927.